# Wimbledon Championships 1911
Die 35. Auflage der Wimbledon Championships fand 1911 auf dem Gelände des All England Lawn Tennis and Croquet Club an der Worple Road statt.
Die Teilnehmerzahl im Herreneinzels erreichte mit über 100 Spielern einen neuen Rekord. Der Brite Harold Bache verwendete als erster Spieler die beidhändige Rückhand.

## Herreneinzel
Anthony Wilding verteidigte seinen Titel in der Challenge Round gegen Herbert Roper Barrett, nachdem dieser im fünften Satz aufgeben musste. Der Finaltag war mit 31 Grad Celsius im Schatten außergewöhnlich heiß.

## Dameneinzel
In einer Neuauflage des letztjährigen Finales bezwang Dorothea Douglass-Chambers ihre Herausforderin Dora Boothby glatt mit 6:0 und 6:0. Es war Douglass-Chambers fünfter Wimbledon-Titel.

## Herrendoppel
Im Doppel waren mit André Gobert und Max Décugis zum ersten Mal zwei Franzosen erfolgreich.